# Dávid Filinský
Dávid Filinský (Spišská Nová Ves, 18 gennaio 1999) è un calciatore slovacco, difensore svincolato.

## Carriera

### Club
Cresciuto nella squadra della sua città, lo Spišská Nová Ves, nel 2016 approda in Italia firmando con la Virtus Entella che lo aggrega alla propria formazione Under-17. L'anno seguente si trasferisce al Pordenone dove milita nella formazione Under-19, con un breve passaggio al Bologna con cui disputa il Torneo di Viareggio.
Il 25 marzo 2017 fa il suo esordio fra i professionisti giocando l'incontro di Serie C vinto 7-2 contro il Lumezzane.
L'anno seguente viene acquistato dal Torino con cui disputa una stagione con la formazione Primavera.
Terminata la stagione fa ritorno in patria al Ružomberok.

### Nazionale
Ha giocato nelle nazionali giovanili slovacche Under-18 ed Under-19.

## Statistiche
Statistiche aggiornate al 1º novembre 2021.

### Presenze e reti nei club
| Stagione        | Squadra           | Campionato      | Campionato | Campionato | Coppe nazionali | Coppe nazionali | Coppe nazionali | Coppe continentali | Coppe continentali | Coppe continentali | Altre coppe | Altre coppe | Altre coppe | Totale | Totale | Totale |
| Stagione        | Squadra           | Comp            | Pres       | Reti       | Comp            | Pres            | Reti            | Comp               | Pres               | Reti               | Comp        | Pres        | Reti        | Pres   | Reti   |        |
| --------------- | ----------------- | --------------- | ---------- | ---------- | --------------- | --------------- | --------------- | ------------------ | ------------------ | ------------------ | ----------- | ----------- | ----------- | ------ | ------ | ------ |
| 2016-2017       | Pordenone         | LP              | 1          | 0          | CI+CI-LP        | 0               | 0               |                    | -                  | -                  |             | -           | -           | 1      | 0      |        |
| 2019-2020       | Ružomberok B      | 1L              | 9          | 0          |                 | -               | -               |                    | -                  | -                  |             | -           | -           | 9      | 0      |        |
| 2019-2020       | Ružomberok        | SL              | 4          | 0          | CS              | 3               | 0               |                    | -                  | -                  |             | -           | -           | 7      | 0      |        |
| 2020-2021       | Ružomberok        | SL              | 13         | 0          | CS              | 1               | 0               |                    | -                  | -                  |             | -           | -           | 14     | 0      |        |
| 2021-2022       | Liptovský Mikuláš | SL              | 8          | 0          | CS              | 0               | 0               |                    | -                  | -                  |             | -           | -           | 8      | 0      |        |
| Totale carriera | Totale carriera   | Totale carriera | 35         | 0          |                 | 4               | 0               |                    | -                  | -                  |             | -           | -           | 39     | 0      |        |

## Palmares

### Competizioni giovanili
- Coppa Italia Primavera: 1

Torino: 2017-2018